# 宝林寺 (江戸川区)
宝林寺（ほうりんじ）は、東京都江戸川区にある真言宗豊山派の寺院。

## 概要
戦国時代末期～江戸時代初期、文秀房法印（1607年寂）によって開山された。
境内には、数多くの庚申塔がある。また墓地には伊予田村（現・北小岩）の開拓者の篠原伊予の墓がある。篠原伊予は里見義弘の家臣で「安西伊予守実元」という名の武士だったが、国府台合戦で敗れ、この地まで落ち延びて土着したという。

## 文化財
- 常燈明 - 江戸川区登録有形文化財・建造物、昭和56年1月13日告示[5]
  - 天保10年（1839）に建てられ小岩市川の渡しにあったが、昭和9年（1934）の江戸川改修時に当寺に移された[5]。
- 寳林寺所在の地蔵菩薩像庚申塔(寛文十年銘) - 江戸川区登録有形民俗文化財・民俗資料、昭和59年2月28日告示[6]

## 交通アクセス
- 江戸川駅より徒歩2分（経路案内）。

## 関連文献
- 「伊豫田村 寶林寺」『新編武蔵風土記稿』 巻ノ27葛飾郡ノ8、内務省地理局、1884年6月。NDLJP:763979/46。